# 日本の公立学校一覧
日本の公立学校一覧（にほんのこうりつがっこういちらん）は、地方公共団体が設置する公立学校（大学、短期大学、専修学校、特別支援学校、幼稚園、小学校、中学校、中等教育学校、高等学校、高等専門学校）の一覧。

## 北海道
- 釧路公立大学
- 公立はこだて未来大学
- 札幌市立大学
- 札幌医科大学
- 名寄市立大学
- 公立千歳科学技術大学
- 旭川市立大学

専修学校：北海道専修学校一覧を参照
高等学校：北海道高等学校一覧を参照
中学校：北海道中学校一覧を参照
小学校：北海道小学校一覧を参照
幼稚園：北海道幼稚園一覧を参照
特別支援学校：北海道特別支援学校一覧を参照

### 廃校
高等専門学校 : 札幌市立高等専門学校

## 青森県
- 青森県立保健大学
- 青森公立大学

専修学校：青森県専修学校一覧を参照
高等学校：青森県高等学校一覧を参照
中学校：青森県中学校一覧を参照
小学校：青森県小学校一覧を参照
幼稚園：青森県幼稚園一覧を参照
特別支援学校：青森県特別支援学校一覧を参照

## 岩手県
- 岩手県立大学
- 岩手県立大学宮古短期大学部
- 岩手県立大学盛岡短期大学部

専修学校：岩手県専修学校一覧を参照
高等学校：岩手県高等学校一覧を参照
中学校：岩手県中学校一覧を参照
小学校：岩手県小学校一覧を参照
幼稚園：岩手県幼稚園一覧を参照
特別支援学校：岩手県特別支援学校一覧を参照

## 宮城県
- 宮城大学

専修学校：宮城県専修学校一覧を参照
高等学校：宮城県高等学校一覧を参照
中学校：宮城県中学校一覧を参照
小学校：宮城県小学校一覧を参照
幼稚園：宮城県幼稚園一覧を参照
特別支援学校：宮城県特別支援学校一覧を参照

## 秋田県
- 秋田県立大学
- 国際教養大学
- 秋田公立美術大学

専修学校：秋田県専修学校一覧を参照
高等学校：秋田県高等学校一覧を参照
中学校：秋田県中学校一覧を参照
小学校：秋田県小学校一覧を参照
幼稚園：秋田県幼稚園一覧を参照
特別支援学校：秋田県特別支援学校一覧を参照

## 山形県
- 山形県立保健医療大学
- 山形県立米沢栄養大学
- 東北農林専門職大学
- 山形県立米沢女子短期大学

専修学校：山形県専修学校一覧を参照
高等学校：山形県高等学校一覧を参照
中学校：山形県中学校一覧を参照
小学校：山形県小学校一覧を参照
幼稚園：山形県幼稚園一覧を参照
特別支援学校：山形県特別支援学校一覧を参照

## 福島県
- 会津大学
- 福島県立医科大学
- 会津大学短期大学部

専修学校：福島県専修学校一覧を参照
高等学校：福島県高等学校一覧を参照
中学校：福島県中学校一覧を参照
小学校：福島県小学校一覧を参照
幼稚園：福島県幼稚園一覧を参照
特別支援学校：福島県特別支援学校一覧を参照

## 茨城県
- 茨城県立医療大学

専修学校：茨城県専修学校一覧を参照
高等学校：茨城県高等学校一覧を参照
中学校：茨城県中学校一覧を参照
小学校：茨城県小学校一覧を参照
幼稚園：茨城県幼稚園一覧を参照
特別支援学校：茨城県特別支援学校一覧を参照

## 群馬県
- 群馬県立県民健康科学大学
- 群馬県立女子大学
- 高崎経済大学
- 前橋工科大学

専修学校：群馬県専修学校一覧を参照
高等学校：群馬県高等学校一覧を参照
中学校：群馬県中学校一覧を参照
小学校：群馬県小学校一覧を参照
幼稚園：群馬県幼稚園一覧を参照
特別支援学校：群馬県特別支援学校一覧を参照

## 栃木県
専修学校：栃木県専修学校一覧を参照
高等学校：栃木県高等学校一覧を参照
中学校：栃木県中学校一覧を参照
小学校：栃木県小学校一覧を参照
幼稚園：栃木県幼稚園一覧を参照
特別支援学校：栃木県特別支援学校一覧を参照

## 埼玉県
- 埼玉県立大学

専修学校：埼玉県専修学校一覧を参照
高等学校：埼玉県高等学校一覧を参照
中学校：埼玉県中学校一覧を参照
小学校：埼玉県小学校一覧を参照
幼稚園：埼玉県幼稚園一覧を参照
特別支援学校：埼玉県特別支援学校一覧を参照

## 千葉県
- 千葉県立保健医療大学

専修学校：千葉県専修学校一覧を参照
高等学校：千葉県高等学校一覧を参照
中学校：千葉県中学校一覧を参照
小学校：千葉県小学校一覧を参照
幼稚園：千葉県幼稚園一覧を参照
特別支援学校：千葉県特別支援学校一覧を参照

## 東京都
- 東京都立産業技術大学院大学
- 東京都立大学

専修学校：東京都専修学校一覧を参照
高等学校：東京都高等学校一覧を参照
中学校：東京都中学校一覧を参照
小学校：東京都小学校一覧を参照
幼稚園：東京都幼稚園一覧を参照
特別支援学校：東京都特別支援学校一覧を参照

## 神奈川県
- 神奈川県立保健福祉大学
- 横浜市立大学
- 川崎市立看護大学

専修学校：神奈川県専修学校一覧を参照
高等学校：神奈川県高等学校一覧を参照
中学校：神奈川県中学校一覧を参照
小学校：神奈川県小学校一覧を参照
幼稚園：神奈川県幼稚園一覧を参照
特別支援学校：神奈川県特別支援学校一覧を参照

## 新潟県
- 新潟県立大学
- 新潟県立看護大学
- 長岡造形大学
- 三条市立大学

専修学校：新潟県専修学校一覧を参照
高等学校：新潟県高等学校一覧を参照
中学校：新潟県中学校一覧を参照
小学校：新潟県小学校一覧を参照
幼稚園：新潟県幼稚園一覧を参照
特別支援学校：新潟県特別支援学校一覧を参照

## 富山県
- 富山県立大学

専修学校：富山県専修学校一覧を参照
高等学校：富山県高等学校一覧を参照
中学校：富山県中学校一覧を参照
小学校：富山県小学校一覧を参照
幼稚園：富山県幼稚園一覧を参照
特別支援学校：富山県特別支援学校一覧を参照

## 石川県
- 石川県立大学
- 石川県立看護大学
- 金沢美術工芸大学
- 公立小松大学

専修学校：石川県専修学校一覧を参照
高等学校：石川県高等学校一覧を参照
中学校：石川県中学校一覧を参照
小学校：石川県小学校一覧を参照
幼稚園：石川県幼稚園一覧を参照
特別支援学校：石川県特別支援学校一覧を参照

## 福井県
- 福井県立大学
- 敦賀市立看護大学

専修学校：福井県専修学校一覧を参照
高等学校：福井県高等学校一覧を参照
中学校：福井県中学校一覧を参照
小学校：福井県小学校一覧を参照
幼稚園：福井県幼稚園一覧を参照
特別支援学校：福井県特別支援学校一覧を参照

## 山梨県
- 都留文科大学
- 山梨県立大学

専修学校：山梨県専修学校一覧を参照
高等学校：山梨県高等学校一覧を参照
中学校：山梨県中学校一覧を参照
小学校：山梨県小学校一覧を参照
幼稚園：山梨県幼稚園一覧を参照
特別支援学校：山梨県特別支援学校一覧を参照

## 長野県
- 長野県立大学
- 長野県看護大学
- 長野県短期大学
- 長野大学
- 公立諏訪東京理科大学

専修学校：長野県専修学校一覧を参照
高等学校：長野県高等学校一覧を参照
中学校：長野県中学校一覧を参照
小学校：長野県小学校一覧を参照
幼稚園：長野県幼稚園一覧を参照
特別支援学校：長野県特別支援学校一覧を参照

## 岐阜県
- 岐阜県立看護大学
- 岐阜薬科大学
- 情報科学芸術大学院大学
- 岐阜市立女子短期大学

専修学校：岐阜県専修学校一覧を参照
高等学校：岐阜県高等学校一覧を参照
中学校：岐阜県中学校一覧を参照
小学校：岐阜県小学校一覧を参照
幼稚園：岐阜県幼稚園一覧を参照
特別支援学校：岐阜県特別支援学校一覧を参照

## 静岡県
- 静岡県立大学
- 静岡文化芸術大学
- 静岡社会健康医学大学院大学
- 静岡県立農林環境専門職大学

専修学校：静岡県専修学校一覧を参照
高等学校：静岡県高等学校一覧を参照
中学校：静岡県中学校一覧を参照
小学校：静岡県小学校一覧を参照
幼稚園：静岡県幼稚園一覧を参照
特別支援学校：静岡県特別支援学校一覧を参照

## 愛知県
- 愛知県立大学
- 愛知県立芸術大学
- 名古屋市立大学

専修学校：愛知県専修学校一覧を参照
高等学校：愛知県高等学校一覧を参照
中学校：愛知県中学校一覧を参照
小学校：愛知県小学校一覧を参照
幼稚園：愛知県幼稚園一覧を参照
特別支援学校：愛知県特別支援学校一覧を参照

## 三重県
- 三重県立看護大学
- 津市立三重短期大学

専修学校：三重県専修学校一覧を参照
高等学校：三重県高等学校一覧を参照
中学校：三重県中学校一覧を参照
小学校：三重県小学校一覧を参照
幼稚園：三重県幼稚園一覧を参照
特別支援学校：三重県特別支援学校一覧を参照

## 滋賀県
- 滋賀県立大学

専修学校：滋賀県専修学校一覧を参照
高等学校：滋賀県高等学校一覧を参照
中学校：滋賀県中学校一覧を参照
小学校：滋賀県小学校一覧を参照
幼稚園：滋賀県幼稚園一覧を参照
特別支援学校：滋賀県特別支援学校一覧を参照

## 京都府
- 京都府立大学
- 京都府立医科大学
- 京都市立芸術大学
- 福知山公立大学
- 京都市立看護短期大学

専修学校：京都府専修学校一覧を参照
高等学校：京都府高等学校一覧を参照
中学校：京都府中学校一覧を参照
小学校：京都府小学校一覧を参照
幼稚園：京都府幼稚園一覧を参照
特別支援学校：京都府特別支援学校一覧を参照

## 大阪府
- 大阪市立大学
- 大阪府立大学
- 大阪府立大学工業高等専門学校

専修学校：大阪府専修学校一覧を参照
高等学校：大阪府高等学校一覧を参照
中学校：大阪府中学校一覧を参照
小学校：大阪府小学校一覧を参照
幼稚園：大阪府幼稚園一覧を参照
特別支援学校：大阪府特別支援学校一覧を参照

## 兵庫県
- 神戸市外国語大学
- 神戸市看護大学
- 兵庫県立大学
- 芸術文化観光専門職大学
- 神戸市立工業高等専門学校

専修学校：兵庫県専修学校一覧を参照
高等学校：兵庫県高等学校一覧を参照
中学校：兵庫県中学校一覧を参照
小学校：兵庫県小学校一覧を参照
幼稚園：兵庫県幼稚園一覧を参照
特別支援学校：兵庫県特別支援学校一覧を参照
- 兵庫県立淡路景観園芸学校

## 奈良県
- 奈良県立大学
- 奈良県立医科大学

専修学校：奈良県専修学校一覧を参照
高等学校：奈良県高等学校一覧を参照
中学校：奈良県中学校一覧を参照
小学校：奈良県小学校一覧を参照
幼稚園：奈良県幼稚園一覧を参照
特別支援学校：奈良県特別支援学校一覧を参照

## 和歌山県
- 和歌山県立医科大学

専修学校：和歌山県専修学校一覧を参照
高等学校：和歌山県高等学校一覧を参照
中学校：和歌山県中学校一覧を参照
小学校：和歌山県小学校一覧を参照
幼稚園：和歌山県幼稚園一覧を参照
特別支援学校：和歌山県特別支援学校一覧を参照

## 鳥取県
- 公立鳥取環境大学

専修学校：鳥取県専修学校一覧を参照
高等学校：鳥取県高等学校一覧を参照
中学校：鳥取県中学校一覧を参照
小学校：鳥取県小学校一覧を参照
幼稚園：鳥取県幼稚園一覧を参照
特別支援学校：鳥取県特別支援学校一覧を参照

## 島根県
- 島根県立大学
- 島根県立大学短期大学部

専修学校：島根県専修学校一覧を参照
高等学校：島根県高等学校一覧を参照
中学校：島根県中学校一覧を参照
小学校：島根県小学校一覧を参照
幼稚園：島根県幼稚園一覧を参照
特別支援学校：島根県特別支援学校一覧を参照

## 岡山県
- 岡山県立大学
- 新見公立大学
- 倉敷市立短期大学

専修学校：岡山県専修学校一覧を参照
高等学校：岡山県高等学校一覧を参照
中学校：岡山県中学校一覧を参照
小学校：岡山県小学校一覧を参照
幼稚園：岡山県幼稚園一覧を参照
特別支援学校：岡山県特別支援学校一覧を参照

## 広島県
- 尾道市立大学
- 県立広島大学
- 広島市立大学
- 福山市立大学
- 叡啓大学

専修学校：広島県専修学校一覧を参照
高等学校：広島県高等学校一覧を参照
中学校：広島県中学校一覧を参照
小学校：広島県小学校一覧を参照
幼稚園：広島県幼稚園一覧を参照
特別支援学校：広島県特別支援学校一覧を参照

## 山口県
- 下関市立大学
- 山陽小野田市立山口東京理科大学
- 山口県立大学
- 周南公立大学

専修学校：山口県専修学校一覧を参照
高等学校：山口県高等学校一覧を参照
中学校：山口県中学校一覧を参照
小学校：山口県小学校一覧を参照
幼稚園：山口県幼稚園一覧を参照
特別支援学校：山口県特別支援学校一覧を参照

## 徳島県
専修学校：徳島県専修学校一覧を参照
高等学校：徳島県高等学校一覧を参照
中学校：徳島県中学校一覧を参照
小学校：徳島県小学校一覧を参照
幼稚園：徳島県幼稚園一覧を参照
特別支援学校：徳島県特別支援学校一覧を参照

## 香川県
- 香川県立保健医療大学

専修学校：香川県専修学校一覧を参照
高等学校：香川県高等学校一覧を参照
中学校：香川県中学校一覧を参照
小学校：香川県小学校一覧を参照
幼稚園：香川県幼稚園一覧を参照
特別支援学校：香川県特別支援学校一覧を参照

## 愛媛県
- 愛媛県立医療技術大学

専修学校：愛媛県専修学校一覧を参照
高等学校：愛媛県高等学校一覧を参照
中学校：愛媛県中学校一覧を参照
小学校：愛媛県小学校一覧を参照
幼稚園：愛媛県幼稚園一覧を参照
特別支援学校：愛媛県特別支援学校一覧を参照

## 高知県
- 高知県立大学
- 高知工科大学
- 高知短期大学

専修学校：高知県専修学校一覧を参照
高等学校：高知県高等学校一覧を参照
中学校：高知県中学校一覧を参照
小学校：高知県小学校一覧を参照
幼稚園：高知県幼稚園一覧を参照
特別支援学校：高知県特別支援学校一覧を参照

## 福岡県
- 北九州市立大学
- 九州歯科大学
- 福岡県立大学
- 福岡女子大学

専修学校：福岡県専修学校一覧を参照
高等学校：福岡県高等学校一覧を参照
中学校：福岡県中学校一覧を参照
小学校：福岡県小学校一覧を参照
幼稚園：福岡県幼稚園一覧を参照
特別支援学校：福岡県特別支援学校一覧を参照

## 佐賀県
専修学校：佐賀県専修学校一覧を参照
高等学校：佐賀県高等学校一覧を参照
中学校：佐賀県中学校一覧を参照
小学校：佐賀県小学校一覧を参照
幼稚園：佐賀県幼稚園一覧を参照
特別支援学校：佐賀県特別支援学校一覧を参照

## 長崎県
- 長崎県立大学

専修学校：長崎県専修学校一覧を参照
高等学校：長崎県高等学校一覧を参照
中学校：長崎県中学校一覧を参照
小学校：長崎県小学校一覧を参照
幼稚園：長崎県幼稚園一覧を参照
特別支援学校：長崎県特別支援学校一覧を参照

## 熊本県
- 熊本県立大学

専修学校：熊本県専修学校一覧を参照
高等学校：熊本県高等学校一覧を参照
中学校：熊本県中学校一覧を参照
小学校：熊本県小学校一覧を参照
幼稚園：熊本県幼稚園一覧を参照
特別支援学校：熊本県特別支援学校一覧を参照

## 大分県
- 大分県立看護科学大学
- 大分県立芸術文化短期大学

専修学校：大分県専修学校一覧を参照
高等学校：大分県高等学校一覧を参照
中学校：大分県中学校一覧を参照
小学校：大分県小学校一覧を参照
幼稚園：大分県幼稚園一覧を参照
特別支援学校：大分県特別支援学校一覧を参照

## 宮崎県
- 宮崎県立看護大学
- 宮崎公立大学

専修学校：宮崎県専修学校一覧を参照
高等学校：宮崎県高等学校一覧を参照
中学校：宮崎県中学校一覧を参照
小学校：宮崎県小学校一覧を参照
幼稚園：宮崎県幼稚園一覧を参照
特別支援学校：宮崎県特別支援学校一覧を参照

## 鹿児島県
- 鹿児島県立短期大学

専修学校：鹿児島県専修学校一覧を参照
高等学校：鹿児島県高等学校一覧を参照
中学校：鹿児島県中学校一覧を参照
小学校：鹿児島県小学校一覧を参照
幼稚園：鹿児島県幼稚園一覧を参照
特別支援学校：鹿児島県特別支援学校一覧を参照

## 沖縄県
- 沖縄県立看護大学
- 沖縄県立芸術大学
- 名桜大学

専修学校：沖縄県専修学校一覧を参照
高等学校：沖縄県高等学校一覧を参照
中学校：沖縄県中学校一覧を参照
小学校：沖縄県小学校一覧を参照
幼稚園：沖縄県幼稚園一覧を参照
特別支援学校：沖縄県特別支援学校一覧を参照